# Guimbal

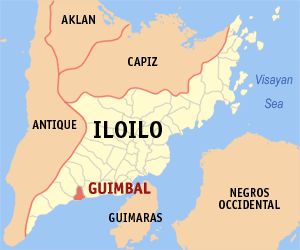
Bản đồ Iloilo với vị trí của Guimbal

Guimbal là một đô thị hạng 4 ở tỉnh Iloilo, Philippines. Theo điều tra dân số năm 2007 của Philipin, đô thị này có dân số 29.724 người.

## Các đơn vị hành chính
Guimbal được chia ra 33 barangay.
| - Anono-o - Bacong - Bagumbayan Pob. (Bagumbayan- - Balantad-Carlos Fruto - Baras - Binanua-an - Torreblanca-Blumentritt (Pob - Bongol San Miguel - Bongol San Vicente - Bulad - Buluangan | - Burgos-Gengos - Cabasi - Cabubugan - Calampitao - Camangahan - Generosa-Cristobal Colon (Po - Gerona-Gimeno - Girado-Magsaysay - Gotera - Igcocolo - Libo-on Gonzales | - Lubacan - Nahapay - Nalundan - Nanga - Nito-an Lupsag - Particion - Pescadores - Rizal-Tuguisan - Sipitan-Badiang - Iyasan - Santa Rosa-Laguna |